# باک‌شات (رپر)
کنیاتا بلیک (انگلیسی: Kenyatta Blake؛ زادهٔ ۱۹ نوامبر ۱۹۷۴) با نام هنری باک‌شات (انگلیسی: Buckshot) موسیقی‌دان اهل ایالات متحده آمریکا است. وی از سال ۱۹۹۲ میلادی تاکنون مشغول فعالیت بوده‌است.